# Boing (España)
Boing es un canal de televisión abierta español de índole infantil y juvenil operado por las Mediaset España y Warner Bros. Discovery España. Su programación se basa en series animadas infantiles, la mayor parte de ellas propiedad de Warner Bros. Discovery, conglomerado que produce series para Cartoon Network y Boomerang. Utiliza la marca internacional Boing, empleada en otros países del mundo.

## Historia
El 28 de noviembre de 2008, Telecinco y Turner llegaron a un acuerdo para introducir un bloque de programación infantil en el canal Telecinco y Telecinco 2, con unas 42 horas de programación semanal. Tres días después, comenzó el contenedor de dibujos Boing, basado en el canal italiano homónimo.
Meses más tarde, el 11 de mayo de 2009, Boing pasó de emitirse en Telecinco 2 a Factoría de Ficción, del mismo grupo, con los mismos contenidos y similares horarios, ya que Telecinco 2 pasó a ser La Siete y cambió parte de su programación.
El 2 de agosto de 2010, Telecinco anunció el lanzamiento de Boing como su cuarto canal de televisión en abierto, pasando de ser un contenedor de series a un canal temático en abierto dedicado las 24 horas del día a los más pequeños de la casa, con productos estrella de Turner. En sus primeras semanas de emisión, Boing ofreció un bucle de programación de seis horas que acogía las animaciones Geronimo Stilton, Beyblade: Metal Fusion, Dinosaur King, Las Supernenas Z, Ben 10: Alien Force, Bakugan en Nueva Vestroia e Inazuma Eleven, para incorporar progresivamente contenidos propios en las siguientes semanas en una rejilla en la que, desde entonces, conviven ficciones dirigidas al público infantil y a los telespectadores adolescentes.
El 9 de agosto de 2010, comenzó sus emisiones en pruebas mostrando una carta de ajuste y el 23 de agosto un bucle promocional de series que se emitirían en su estreno el día 1 de septiembre del mismo año.
El 1 de septiembre de 2010, comenzaron sus emisiones oficiales con una programación en la que incluía una acogida selección de los productos estrella de la factoría Turner. —El nuevo canal infantil de Telecinco se estrenó con un 0,58% de cuota—. Con la llegada del nuevo canal, Boing, el contenedor de series de Telecinco y Factoría de Ficción pasó a llamarse SuperBoing, aunque el 1 de enero de 2011 cesó sus emisiones en ambos canales tras la fusión con Cuatro, pasando a verse sus contenidos exclusivamente en el canal Boing.
El 28 de noviembre de 2010 el canal estrenó La gran película de Ed, Edd y Eddy, film de animación de la serie Ed, Edd y Eddy. Aunque su estreno oficial fue un año y 22 días antes (el 6 de noviembre de 2009) en la cadena privada y de pago Cartoon Network, fue la primera película emitida en Boing y el primer largometraje de una serie emitida anteriormente en dicha cadena.
El 31 de mayo de 2011, el operador de cable ONO incorporó el canal Boing en su paquete básico (que ya cuenta con 17 canales infantiles) en el dial 74, por lo que todos los abonados al operador tienen acceso a dicho canal.
El 20 de junio de 2011, el grupo creativo y publicitario de Boing, Time Warner y Publiespaña, cambiaron la imagen corporativa del canal con nuevos bloques publicitarios, añadiendo cortinillas animadas en la presentación de las series y más información. También se modificó el logotipo a un tono más oscuro y con una forma esférica. El 28 de junio del mismo año, Mediaset España anunció que, desde el cuarto trimestre del año, Publiespaña lanzaría una política comercial en el canal con los contenedores Desayuna y merienda con Boing. Ambos son presentados por el robot EVA. El 16 de agosto, el operador de pago Movistar TV incorporó el canal Boing en su dial 63. Más tarde cambió al dial 69. En 2015 pasó a ser Movistar Plus+, por lo que ahora está en el dial 97.
El 7 de septiembre, el portal oficial de Boing renovó el contenido de la web transformándola a su nueva imagen corporativa y creando nuevas secciones. Entre estas secciones se encuentra una sección de juegos, una sección de series, un portal de vídeos y fotos y un blog donde se informa diariamente a los usuarios de los nuevos estrenos que llegan al canal.
El 16 de septiembre, Grupo Zeta lanzó a los kioscos el primer número de la Revista Boing. Tras un acuerdo entre Grupo Zeta y los grupos de comunicación Turner Broadcasting System y Mediaset España, la publicación nació con el mismo empuje del joven canal infantil.
El sábado 4 de febrero de 2012, el canal infantil de Mediaset España logró alcanzar su récord de audiencia diaria con un 1,8% de cuota de pantalla, incluso estuvo a una décima (1,9%) de Neox, canal temático de Atresmedia. Un mes después de hacer historia su dato diario, el 3 de marzo del mismo año, consiguió el 2% de cuota de pantalla estando a dos décimas de su principal competidor Disney Channel (2,2%). Finalmente, semanas después de alcanzar el máximo diario con una cuota del 2,0%, el sábado 14 de abril volvió a repetir su éxito otorgando al canal una audiencia del 2,5% de cuota de pantalla en total día y llegar al máximo histórico desde su estreno. Casi dos meses después, el 2 de junio, el canal infantil de Mediaset España volvió a batir un nuevo récord en sábado otorgando al grupo una cuota del 2,6% de cuota de pantalla diaria.
En el mes de julio de 2012, Boing consiguió el máximo mensual en la TDT con una cuota del 2,1%, superando así a su gran competidor Disney Channel por 3 décimas. El canal consigue el mejor resultado de su historia gracias a películas como Ice Age. En cuanto al público, es la segunda cadena más vista entre los niños de 4 a 12 años con un target comercial del 14,1%.
El 30 de junio de 2013, Cartoon Network dejó de emitirse en España, pero Turner pasó sus programas infantiles a Boing en un bloque llamado "Findes Cartoon Network". Este se emitiría todos los fines de semana por la mañana y pondrían episodios de series de Cartoon Network.
Desde noviembre de 2015, un mes después de haber resultado adjudicatario de un nuevo canal HD por parte del Gobierno, Mediaset emitió Boing en HD de forma temporal hasta el 7 de enero de 2016, a modo de emisiones en pruebas del nuevo canal (emitiendo en SD escalado), siendo sustituido por Energy HD también provisionalmente hasta el 21 de abril, fecha en el que comienzan las emisiones regulares de Be Mad, el nuevo canal de Mediaset España.
El 29 de marzo de 2016, el canal renovó su imagen corporativa, adaptándose a la imagen mundial del canal que estrenó su versión italiana el 7 de marzo del mismo año.
El 14 de febrero de 2024, volvió a emitir en HD, esta vez de forma definitiva, por obligación del Real Decreto 16/2023, de 17 de enero, el cual fuerza a todos los canales de la TDT en emitir en  alta definición.

## Programación
El canal transmite series originales de Cartoon Network y algunos live-actions de Nickelodeon (descontando Monster High), y programas tanto de Boomerang como de Teletoon (licenciadas por Turner) y producciones animadas de Metro Goldwyn Mayer. También emite animes con licencia de Turner como Doraemon, Beyblade, Bakugan  y Dragon Ball Super.

## Audiencias
Evolución de la cuota de pantalla mensual y anual, según las mediciones de audiencia elaborados en España por Kantar Media. Están en negrita y azul los meses en que fue líder de audiencia.
| Año  | Enero | Febrero | Marzo | Abril | Mayo | Junio | Julio | Agosto | Septiembre | Octubre | Noviembre | Diciembre | Media anual |
| ---- | ----- | ------- | ----- | ----- | ---- | ----- | ----- | ------ | ---------- | ------- | --------- | --------- | ----------- |
| 2010 | -     | -       | -     | -     | -    | -     | -     | -      | 0,6%       | 0,7%    | 0,6%**    | 0,8%      | 0,2%        |
| 2011 | 0,7%  | 0,8%    | 0,9%  | 1,0%  | 0,9% | 1,2%  | 1,4%  | 1,5%   | 1,4%       | 1,3%    | 1,2%      | 1,3%      | 1,1%        |
| 2012 | 1,3%  | 1,4%    | 1,5%  | 1,6%  | 1,6% | 1,9%  | 2,1%  | 2,2%*  | 2,0%       | 1,6%    | 1,7%      | 1,7%      | 1,7%        |
| 2013 | 1,5%  | 1,6%    | 1,6%  | 1,5%  | 1,6% | 1,8%  | 2,2%  | 2,1%   | 2,0%       | 1,7%    | 1,7%      | 1,8%      | 1,8%        |
| 2014 | 1,5%  | 1,5%    | 1,6%  | 1,5%  | 1,7% | 1,9%  | 2,1%  | 2,1%   | 2,0%       | 1,6%    | 1,5%      | 1,6%      | 1,7%        |
| 2015 | 1,7%  | 1,6%    | 1,5%  | 1,6%  | 1,6% | 1,7%  | 1,8%  | 1,7%   | 1,7%       | 1,5%    | 1,4%      | 1,6%      | 1,6%        |
| 2016 | 1,5%  | 1,4%    | 1,4%  | 1,4%  | 1,4% | 1,5%  | 1,6%  | 1,7%   | 1,4%       | 1,4%    | 1,4%      | 1,6%      | 1,5%        |
| 2017 | 1,3%  | 1,3%    | 1,2%  | 1,5%  | 1,3% | 1,5%  | 1,6%  | 1,4%   | 1,4%       | 1,2%    | 1,3%      | 1,5%      | 1,4%        |
| 2018 | 1,2%  | 1,2%    | 1,2%  | 1,1%  | 1,1% | 1,3%  | 1,4%  | 1,5%   | 1,4%       | 1,2%    | 1,3%      | 1,3%      | 1,3%        |
| 2019 | 1,1%  | 1,0%    | 1,1%  | 1,1%  | 1,1% | 1,2%  | 1,3%  | 1,2%   | 1,2%       | 1,1%    | 1,1%      | 1,2%      | 1,1%        |
| 2020 | 1,1%  | 1,1%    | 0,9%  | 1,0%  | 1,2% | 1,4%  | 1,3%  | 1,2%   | 1,2%       | 1,0%    | 1,0%      | 1,0%      | 1,1%        |
| 2021 | 0,9%  | 0,9%    | 1,0%  | 1,0%  | 1,0% | 0,9%  | 1,0%  | 0,9%   | 1,0%       | 1,0%    | 1,0%      | 1,1%      | 1,0%        |
| 2022 | 0,9%  | 0,9%    | 0,8%  | 0,8%  | 0,8% | 0,9%  | 0,9%  | 0,9%   | 0,9%       | 1,1%    | 1,0%      | 1,0%      | 0,9%        |
| 2023 | 0,8%  | 0,9%    | 0,8%  | 1,0%  | 0,8% | 0,9%  | 0,8%  | 0,9%   | 0,9%       | 0,9%    | 1,0%      | 1,0%      | 0,9%        |
| 2024 | 0,8%  | 0,8%    | 0,8%  | 0,7%  | 0,8% | 0,9%  | 0,8%  | 0,9%   | 0,9%       | 0,8%    | 0,9%      | 1,0%      | 0,8%        |
| 2025 | 0,9%  | 0,9%    | 0,9%  | 1,0%  | 1,0% | 0,9%  | 1,1%  |        |            |         |           |           |             |

* Máximo histórico | ** Mínimo histórico
- El 6 de diciembre de 2010, Boing consiguió un gran 1,4% con la maratón Ben 10.
- El 2 de junio de 2012, Boing consiguió un gran 2,6%, llegando a superar a Disney Channel y estar a dos décimas de Clan, sus principales competidores.[17]
- El 22 de marzo de 2014, Boing consiguió su récord histórico con un gran 3,2% de cuota de pantalla en total en día, gracias en parte, a la emisión de la final de La voz Kids.[25]